# Bettina von Savigny
Bettina von Savigny (* 11. April 1805 in Paris; † 24. August 1835 in Athen) war eine deutsche Politikergattin und die Nichte von Clemens Brentano. Ihre Briefe sind eine wichtige Quelle für die  Geschichte Griechenlands in der Regierungszeit von König Otto I.

## Leben
Bettina war das älteste Kind von Friedrich Carl von Savigny und Kunigunde von Savigny, geb. Brentano, einer Schwester von Clemens Brentano und Bettina von Arnim, geb. Brentano. Sie wuchs in Berlin auf und lernte Latein und moderne Sprachen. 1824 lernte sie den aus Konstantinopel stammenden Konstantinos Dimitrios Schinas (1801–1857) kennen, der bei ihrem Vater studierte. Trotz gegenseitiger Zuneigung schien eine Ehe ausgeschlossen, da Schinas erklärte, er habe durch die politischen Wirren sein gesamtes Vermögen verloren und lasse Bettina deshalb frei. Nachdem er nach Griechenland zurückgekehrt war, verbesserten sich seine Verhältnisse und er fragte 1833 an, ob Bettina noch frei sei. Nach der Hochzeit in Ancona am 9. Oktober 1834 zog das Paar zunächst nach Nafplio, in die damalige Hauptstadt des Königreichs Griechenland. Bettina litt sehr unter dem nasskalten naupliotischen Winter und ausgeprägtem Heimweh. Nach Verlegung der Hauptstadt zog das Paar 1835 nach Athen, wo vor allem die Verhältnisse in der neuen griechischen Hauptstadt in den Ruinen des Befreiungskrieges (1821–1827) schwierig waren. Sie starb in Athen im August 1835 an den Folgen einer Epidemie.
Bettina schrieb häufig aus Griechenland an ihre Eltern. Ihre Briefe berichten sehr farbig von ihren Alltagssorgen und Begegnungen mit führenden Persönlichkeiten. Sie geben damit wertvolle Einblicke in das soziale und politische Leben im Griechenland.